# تلکگرنداش
تلکگرنداش (به مجاری:  Telekgerendás) یک منطقهٔ مسکونی در مجارستان است که در ناحیه بِکِش‌چابا واقع شده‌است. تلکگرنداش ۷۲٫۳۷ کیلومتر مربع مساحت و ۱٬۴۱۸ نفر جمعیت دارد.